# Paul Elbogen
Paul Elbogen (geboren 11. November 1894 in Wien, Österreich-Ungarn; gestorben 10. Juni 1987 in Revelstoke, British Columbia) war ein österreichischer Schriftsteller und Herausgeber und arbeitete zeitweise als Berater für die amerikanische Filmgesellschaft Columbia. Er entstammte, wie sein Bruder Franz, einer jüdischen großbürgerlichen Wiener Familie und gehörte vor dem Ersten Weltkrieg zur Jeunesse dorée der österreichischen Hauptstadt.

## Leben
Zeitweise besuchte Elbogen das bekannte katholische Schottengymnasium. Im Ersten Weltkrieg arbeitete er als freiwilliger Helfer in einem Lazarett. Danach begann er mit einer regen Publikationstätigkeit, wobei er sich als Kritiker und Kunstkenner profilierte. In dieser Eigenschaft taucht er in einer Anekdote in Friedrich Torbergs Buch Die Tante Jolesch auf. Während seines bewegten Lebens kam Elbogen mit vielen berühmten Filmstars, unter ihnen Charlie Chaplin, Buster Keaton oder Marilyn Monroe, mit zahlreichen Schriftstellern wie Peter Altenberg, Heimito von Doderer, Karl Kraus, Thomas Mann und Robert Musil und mit Künstlern wie Alban Berg und Arnold Schönberg in Kontakt.
Nach dem Anschluss Österreichs flüchteten Elbogen und seine Frau zunächst nach Italien, dann nach Frankreich. Dort waren sie nach Beginn des Zweiten Weltkriegs zeitweise interniert und gelangten schließlich mit einem Danger-Visum in die USA, wo sie zunächst in Hollywood, dann von 1962 bis zu ihrem Tod in San Francisco lebten. Auf einer ihrer vielen Reisen kamen sie im hohen Alter bei einem Autounfall ums Leben. Ein wesentlicher Teil des Nachlasses von Elbogen befindet sich in der University of California in Davis.

## Werke
Seine größten Erfolge hatte Elbogen als Herausgeber von Briefen berühmter Deutscher, vor allem mit der 1929 erschienenen Sammlung Liebste Mutter. Weitere Sammlungen waren Lieber Vater (1932) und Humor seit Homer (1964 anonym erschienen bei Rowohlt).
Unter dem Pseudonym Paulus Schotte veröffentlichte Elbogen mehrere Romane, darunter Kopfüber ins andere Ich (1934), sowie die Porträtsammlung Leben als Abenteuer (1938). Weitere Sammlungen von Porträtessays tragen die Titel Verlassene Frauen (1932), Kometen des Geldes (1933) über berühmte Wirtschaftskapitäne und Genius im Werden über die Jugend großer Menschen. Als Romancier war Elbogen ambitioniert, aber erfolglos. Zu nennen sind vor allem der Künstlerroman Dram (1949) sowie der Roman Der dunkle Stern (1960) über einen nach Amerika verschleppten Sklaven, der ein großer Schauspieler wird.
Elbogens Autobiographie Vom Hundertsten ins Tausendste erschien 2002 unter dem Titel Der Flug auf dem Fleckerlteppich.